# Дионтей Уайлдър
Дионтей Лешън Уайлдър (на английски: Deontay Wilder) е американски професионален боксьор и бивш световен шампион на WBC в тежка категория. Спортният гигант ESPN и списание „Ринг“ (The Ring) го класират пред Тайсън Фюри и Антъни Джошуа, като най-добър в света в тежката категория за 2019 г. Има 98 % съотношение нокаут-победа.

## Биография и творчество
Дионтей Лешън Уайлдър е роден на 22 октомври 1985 г. в Тъскалуса, Алабама, САЩ. През 2005 г. той тренира както американски футбол, така и баскетбол. В същата година се ражда и дъщеря му – Найея. Тя обаче е диагностицирана с болест, засягаща гръбнака. Дионтей решава да изостави спорта и започва работа на две места, като дори става и шофьор на камион за бира, за да успее да плати медицинските разходи на дъщеря си. „Много години работех за други хора и влагах пари в техните джобове, не защото исках, а защото се налагаше“ – казва той. След това Дионтей осъзнава, че трябва да практикува спорт от който се печелят добри пари, които да обезпечат неговото семейство. Затова се насочва към бокса.
През 2008 г. все още аматьор, той взема участие на Олимпиадата в Пекин и печели бронзов медал, който води и до прякора му „Бронзовия бомбардировач“ („The Bronze Bomber“).
Уайлдър е известен със своята сила на удара. Има впечатляваща статистика и от 41 мача, има 40 победи, като 39 са с нокаут, както и един равен мач. Уайлдър е реализирал 19 нокаута само в първия рунд. През 2012 г. побеждава Оуен Бек едва в третия рунд, а през декември същата година извоюва победа и срещу Келвин Прайс, с която печели Континенталната титла в тежка категория (WBC Continental Americas Heavyweight Champion). Уайлдър печели световната титла на WBC на 17 януари 2015 г. в Лас Вегас и я отнема от Бърмейн Стивърн след 12-рундов мач. Така, за пръв път от 9 години, отново американец става световен шампион в тежка категория. Дионтей защитава успешно титлата 8 пъти, като през март 2018 г. се изправя срещу Луис Ортиз, където след няколко загубени рунда, шампионът съумява да нокаутира мощния си опонент в десетия рунд. На 1 декември 2018 г., Дионтей се изправя срещу линейния шампион в тежка категория Тайсън Фюри. След изключително равностоен мач, в който Фюри два пъти пада в нокдаун, съдиите отсъждат равен мач, което позволява на шампиона да запази титлата си. На 24 ноември 2019 г., Уайлдър отново защитава титлата си срещу Луис Ортиз и отново печели с нокаут, този път в седмия рунд, с което постига 10-а защита на своята титла. Дионтей Уайлдър заема 3-то място в класацията на световни шампиони, царували най-дълго със световната титла на WBC, което го нарежда непосредствено зад Мохамед Али и Лари Холмс.
На 22 февруари 2020, Дионтей Уайлдър губи колана в реванша срещу Тайсън Фюри с технически нокаут в 7-ия рунд. Уайлдър е пратен на пода още в третия рунд, но успява да се изправи. Във всеки един рунд британецът доминира над съперника си и сваля Уайлдър за втори път в 5-ия рунд с удар в тялото. В седмия рунд мачът е прекратен, като треньорът на Уайлдър хвърля кърпата, защото смята, че Бронзовия бомбардировач не може да продължи в срещата.
На 9 октомври 2021 се състои трети мач между двамата боксьори, който се превръща в истинска епика. Мачът е изключително равностоен, а "Циганският крал" и "Бронзовият бомбандировач" си разменят по няколко нокдауна и имат добри моменти, но Тайсън Фюри успява да нокаутира противника си в 11 рунд. Този мач е определен от WBC като "Битката на годината", а мнозина фенове и боксови критици заявяват, че това е един от най-добрите боксови мачове за последните години.

## Шампионски титли
- Континентален шампион в тежка категория на WBC (2 защити на титлата)
- Световен шампион в тежка категория на WBC (10 защити на титлата)

## Упадък и край на кариерата
След загубата от Тайсън Фюри, Уайлдър успява да победи Роберт Хелениус, но кариерата му вече е тръгнала надолу. Той спира с интензивните тренировки и дори започва да използва забранени вещества и опиати, което води до неадекватното му поведение на интервюта и пресконференции. Логично, той губи срещу Джоузеф Паркър на 23 декември 2023г, както и последният си мач нa 1 юни 2024г срещу Жилей Жан с нокаут. Няколко месеца по-късно, Уайлдър призна, че страда от различни контузии - счупена ръка, проблеми с рамото и т.н. Въпреки, че едва ли някога ще може да се боксира на високо ниво, се очаква той да участва в шоу-мачове и демонстративни битки срещу Франсис Нганоу, Джейк Пол и др.

## Професионални срещи
| 42 победи (41 нокаута), 2 загуби, 1 равен |        |                    |     |               |            |                          |                                                 |
| #                                         | Рекорд | Опонент            | Тип | Рунд, време   | Дата       | Място                    | Бележка                                         |
| Губи                                      | 42-2-1 | Тайсън Фюри        | KO  | (11)          | 2021-10-10 | Лас Вегас, Невада        |                                                 |
| Губи                                      | 42-1-1 | Тайсън Фюри        | TKO | 7 (12), 2:51  | 2020-02-22 | Лас Вегас, Невада        | Губи WBC титла в тежка                          |
| Печели                                    | 42-0-1 | Луис Ортиз         | KO  | 7 (12), 2:51  | 2019-11-23 | Лас Вегас, Невада        | Защитава WBC титла в тежка                      |
| Печели                                    | 41-0-1 | Доминик Брийзил    | KO  | 1 (12) 2:27   | 2019-05-20 | Ню Йорк, Ню Йорк         | Защитава WBC титла в тежка                      |
| Равен                                     | 40-0-1 | Тайсън Фюри        | SD  | (12)          | 2018-12-01 | Лос Анджелис, Калифорния | Защитава WBC титла в тежка                      |
| Печели                                    | 40 – 0 | Луис Ортиз         | TKO | 10 (12), 2:05 | 2018-03-03 | Ню Йорк, Ню Йорк         | Защитава WBC титла в тежка                      |
| Печели                                    | 39 – 0 | Бърмейн Стивърн    | KO  | 1 (12), 2:59  | 2017-11-04 | Ню Йорк, Ню Йорк         | Защитава WBC титла в тежка                      |
| Печели                                    | 38 – 0 | Джералд Уошингтън  | TKO | 5 (12), 1:45  | 2017-02-25 | Бирмингам, Алабама       | Защитава WBC титла в тежка                      |
| Печели                                    | 37 – 0 | Крис Ареола        | RTD | 8 (12), 3:00  | 2016-07-16 | Бирмингам, Алабама       | Защитава WBC титла в тежка                      |
| Печели                                    | 36 – 0 | Артур Шпилка       | KO  | 9 (12), 2:24  | 2016-01-16 | Ню Йорк, Ню Йорк         | Защитава WBC титла в тежка                      |
| Печели                                    | 35 – 0 | Джонан Дюпоа       | TKO | 11 (12), 0:55 | 2015-09-26 | Бирмингам, Алабама       | Защитава WBC титла в тежка                      |
| Печели                                    | 34 – 0 | Ерик Молина        | KO  | 9 (12), 1:03  | 2015-06-13 | Бирмингам, Алабама       | Защитава WBC титла в тежка                      |
| Печели                                    | 33 – 0 | Бърмейн Стивърн    | UD  | (12)          | 2015-01-17 | Лас Вегас, Невада        | Печели WBC титла в тежка                        |
| Печели                                    | 32 – 0 | Джейсън Гавър      | RTD | 4 (10), 3:00  | 2014-08-16 | Карсън, Калифорния       |                                                 |
| Печели                                    | 31 – 0 | Малик Скот         | KO  | 1 (12), 1:36  | 2014-03-15 | Баямон, Пуерто Рико      |                                                 |
| Печели                                    | 30 – 0 | Николай Фирта      | KO  | 4 (10), 1:26  | 2013-10-26 | Атлантик сити, Ню Джърси | Защитава WBC Continental Americas титла в тежка |
| Печели                                    | 29 – 0 | Сергей Ляхович     | KO  | 1 (10), 1:43  | 2013-08-09 | Индиоу, Калифорния       | Защитава WBC Continental Americas титла в тежка |
| Печели                                    | 28 – 0 | Одли Харисън       | TKO | 1 (12), 1:10  | 2013-04-27 | Шефилд, Англия           |                                                 |
| Печели                                    | 27 – 0 | Матю Гриър         | TKO | 2 (8), 1:16   | 2013-01-19 | Виляермоса, Мексико      |                                                 |
| Печели                                    | 26 – 0 | Келвин Прайс       | KO  | 3 (10), 0:51  | 2012-12-15 | Лос Анджелис, Калифорния | Печели WBC Continental Americas титла в тежка   |
| Печели                                    | 25 – 0 | Деймън МакКреъри   | KO  | 2 (10), 0:55  | 2012-09-08 | Коста Меса, Калифорния   |                                                 |
| Печели                                    | 24 – 0 | Керцон Мансуел     | TKO | 1 (10), 2:10  | 2012-08-04 | Мобил, Алабама           |                                                 |
| Печели                                    | 23 – 0 | Оуен Бек           | RTD | 3 (8), 3:00   | 2012-06-23 | Тъскалуса, Алабама       |                                                 |
| Печели                                    | 22 – 0 | Джеси Олтманс      | TKO | 1 (8), 0:26   | 2012-05-26 | Канкун, Мексико          |                                                 |
| Печели                                    | 21 – 0 | Марлон Хейс        | TKO | 4 (8), 3:00   | 2012-02-25 | Сейнт Луис, Мисури       |                                                 |
| Печели                                    | 20 – 0 | Дейвид Лонг        | KO  | 1 (8), 1:17   | 2011-11-26 | Синсинати, Охайо         |                                                 |
| Печели                                    | 19 – 0 | Даниел Кота        | KO  | 3 (8), 2:55   | 2011-11-05 | Канкун, Мексико          |                                                 |
| Печели                                    | 18 – 0 | Доминик Александър | TKO | 2 (6), 2:02   | 2011-08-27 | Тъскалуса, Алабама       |                                                 |
| Печели                                    | 17 – 0 | Деймън Рийд        | KO  | 2 (6), 1:59   | 2011-06-18 | Тъскалуса, Алабама       |                                                 |
| Печели                                    | 16 – 0 | Реджи Пена         | TKO | 1 (6), 2:03   | 2011-05-06 | Индиоу, Калифорния       |                                                 |
| Печели                                    | 15 – 0 | Де Андрей Аброн    | TKO | 2 (6), 1:23   | 2011-02-19 | Тъскалуса, Алабама       |                                                 |
| Печели                                    | 14 – 0 | Дани Шейхан        | KO  | 1 (6), 1:48   | 2010-12-02 | Лафайет, Луизиана        |                                                 |
| Печели                                    | 13 – 0 | Харолд Сконъри     | TKO | 4 (6), 1:09   | 2010-10-15 | Индиоу, Калифорния       |                                                 |
| Печели                                    | 12 – 0 | Шанън Каудле       | KO  | 1 (6), 1:04   | 2010-09-25 | Туника, Мисисипи         |                                                 |
| Печели                                    | 11 – 0 | Дъстин Никълс      | RTD | 1 (6), 3:00   | 2010-07-03 | Хатисбърг, Мисисипи      |                                                 |
| Печели                                    | 10 – 0 | Алваро Моралес     | TKO | 3 (6), 1:23   | 2010-02-30 | Лас Вегас, Невада        |                                                 |
| Печели                                    | 9 – 0  | Ти Коб             | KO  | 1 (6), 0:33   | 2010-04-02 | Лас Вегас, Невада        |                                                 |
| Печели                                    | 8 – 0  | Джери Вон          | KO  | 1 (6), 1:02   | 2009-11-18 | Синсинати, Охайо         |                                                 |
| Печели                                    | 7 – 0  | Травис Алън        | TKO | 1 (4), 1:30   | 2009-08-14 | Тусон, Аризона           |                                                 |
| Печели                                    | 6 – 0  | Келси Арнолд       | KO  | 1 (4), 1:13   | 2009-06-26 | Тусон, Аризона           |                                                 |
| Печели                                    | 5 – 0  | Чарлз Браун        | KO  | 1 (6), 0:55   | 2009-05-23 | Синсинати, Охайо         |                                                 |
| Печели                                    | 4 – 0  | Джоузеф Роботе     | KO  | 1 (4), 2:33   | 2009-04-24 | Чикаго, Илинойс          |                                                 |
| Печели                                    | 3 – 0  | Ричард Грийн Jr.   | RTD | 1 (4), 3:00   | 2009-03-14 | Синсинати, Охайо         |                                                 |
| Печели                                    | 2 – 0  | Шанън Грей         | TKO | 1 (4), 2:12   | 2009-03-06 | Кълъмбъс, Мисисипи       |                                                 |
| Печели                                    | 1 – 0  | Итън Кокс          | TKO | 2 (4), 2:54   | 2008-11-15 | Нашвил, Тенеси           | Професионален дебют                             |